# 彼得·汤姆森
彼得·汤姆森（德語：Peter Thomsen，1961年4月4日—），德国男子马术运动员。他曾代表德国参加1996年、2008年和2012年夏季奥林匹克运动会马术比赛，获得二枚金牌，均来自于团体三项赛。